# كهرباء انضغاطية

قرص كهربائي انضغاطي يولد فرق جهد عند توليد ضغط عليه (تغير الشكل مكبر كثيرا لغرض التوضيح)

الكهرضغطية أو الكهرباء الإجهادية أو الكهرباء الانضغاطية أو الكَهْرَباءُ الضَّغْطِيَّة أو الكهرضغطية أو البيزوكهربائية[بحاجة لمصدر] (Piezoelectricity) هي خاصية لبعض المواد (وخصوصا بلورات، وبعض مواد الخزف، بما فيها العظم) على توليد كمون كهربائي استجابة لتطبيق إجهاد. فعند تطبيق ضغط على المادة تتقارب فيها بعض الشحنات الكهربائية ما يولد على طرفيها جهدا كهربائيا.
وبالعكس عند تعرض تلك المواد لجهد كهربائي يتولد فيها إجهاد ميكانيكي، أي قد تقصر أو تطول.
لهذا الأثر تطبيقات مفيدة مثل إنتاج واستشعار الصوت، وتوليد جهد كهربائي عالي، توليد تردد إلكتروني، الموازين الدقيقة، كما تستخدم في مقياس ميكلسون للتداخل.

## تاريخها

### اكتشاف والبحث
اكتشفت ظاهرة الكهرباء الانضغاطية في العام 1880 بواسطة الأخوين بيار كوري وجاك كوري. وذلك من خلال عملهما وخبرتهما في الكهرباء الحرارية pyroelectricity (توليد الكهرباء بواسطة التسخين) وعلاقة ذلك بالتركيب البلوري حيث توقعا أن يكون للضغط أيضا تأثير لتوليد الكهرباء وبالفعل تمكنا من إثبات ذلك على بلورة الكوارتز والتورمالين والزبرجد وقصب السكر وطرطرات الصوديوم والبوتاسيوم، ووجدا أن بلورتي الكوارتز وطرطرات الصوديوم والبوتاسيوم تظهرا الخواص الكهربية بالضغط أكثر من غيرهم.

كهرباء انضغاطية: بسبب ضغط ميكانيكي تنزاح شحنات موجبة (Q+) بالنسبة لشحنات سالبة (Q–) في المادة. وبذلك ينشأ جهد كهربائي في بلورة.

## آلية العمل
في بلورة المادة الكهربائية الانضغاطية تكون الشحنات السلبية والموجبة مفصولة، ولكن موزعة بشكل متناظر، بحيث تكون الشبكة البلورية متعادلة كهربائيا بشكل عام. يشكل كل من هذه الأطراف ثنائي أقطاب كهربائي، وعادة تميل ثنائيات الأقطاب القريبة من بعضها البعض إلى أن تكون متسقة في مناطق تدعى «مجالات فايس» Weiss domains. تكون هذه المجالات عادة موجهة عشوائيا، ولكن يمكن أن تكون متسقة خلال الاستقطاب (يختلف هذا عن عملية الاستقطاب المغناطيسي)، والذي يتم من خلال تطبيق مجال كهربائي قوي عبر المادة عادة في درجات حرارة مرتفعة.
عند تطبيق جهد ميكانيكي يتشوه التوضع المتناظر للشحنات وهذا يؤدي إلى توليد الجهد الكهربائي عبر المادة. على سبيل المثال إن طبق 2 كيلو نيوتن من القوة على 1 سم3 من الكوارتز يمكن أن تنتج من الجهد 12500 فولت.

## استخدام المواد الكهرضغطية
إن الهدف من  استخدام المواد الكهرضغطية  هو تحويل الطاقة الكهربية إلى ميكانيكية أو العكس. ومن الإستخدامات الأولية للسيراميك الكهرضغطي كان في السونار حيث يتم الكشف عن الأجسام التي تحت الماء (كالغواصات) ويتم تحديد موقعهم باستخدام نظام إرسال وإستقبال ذبذبات فوق الصوتية. تتذبذب البلورة الكهرضغطية عن طريق إشارة كهربية التي تنتج اهتزازات ميكانيكية ذات تردد عالي التي تنتقل خلال المياه. عند اصطدام هذه الذبذبات بأي كتلة يحدث لها انعكاس ويتم استقبالها عن طريق مادة كهرضغطية أخرى التي بدورها تقوم بتحويل الإشارة إلى إشارة كهربية مرة أخرى. يتم تحديد المسافة بين مصدر الذبذبات الفوق صوتية وهذه الكتلة عن طريق حساب الوقت المنقضي منذ حدث إرسال الإشارة واستقبالها.
مؤخرا تم انخفاض استخدام الأجهزة المعتمدة على هذه الخاصية نتيجة لزيادة الاهتمام بالتحكم الآلي وانجذاب عامة المستهلكين نحو الأجهزة الأكثر تطورا.

## تطبيقات الخاصية الكهرضغطية
1 -	صناعة السيارات (جهاز توازن العجل، التحكم اللاسلكي في فتح وغلق السيارة، أجهزة الإستشعار المسئولة عن فتح أكياس الهواء).
2 -	صناعة أجهزة الحاسب الآلي (ناقل البيانات من وإلي القرص الصلب).
3 -	في المجال التجاري والاستهلاك العام (روؤس ماكينات الطباعة، جهاز قياس الانفعال الميكانيكي، اللحام الفوق صوتي، جهاز أنذار الحرائق).
4 -	المجال الطبي (مضخات الإنسولين، العلاج بالذبذبات الفوق صوتية).
5- المشعل الكهربائي الانضغاطي (مسدس الغاز المعروف)
أنواع خزف الشائعة التي بها هذه الخاصية هي تايتنات الباريوم (BaTiO3)، تايتنات الرصاص (PbTiO3)، زيريكونات تايتنات الرصاص (ZrTi)O3)Pb)، نيوبات البوتاسيوم (KNbO3).

## اقرأ أيضا
- مكون إلكتروني
- مجس كهرضغطي